# Ринок праці
Ринок праці (англ. Labour market, Job market) — це система суспільних відносин, пов'язаних з купівлею і продажем трудових послуг працівників (послуг праці).
У класичному розумінні ринок праці  — це сфера формування попиту і пропозиції на робочу силу за допомогою ціни на працю (заробітної плати).
Іншими словами, ринок праці — ринок одного з факторів виробництва, де домогосподарства в ролі найманих працівників пропонують свою працю (трудові послуги), а роботодавці (власники) — виробники товарів та послуг — потребують її.
Елементами ринку праці є: попит, пропонування, трудові послуги (послуги праці), ціна, конкуренція, резервування праці, трудова мобільність.
Праця (послуги праці, здібності до праці) — один з основних факторів виробництва, власниками якого є домогосподарства.
На ринку праці встановлюється ціна праці — ставка заробітної плати.
Людина здатна працювати завдяки своїм фізичним і розумовим здібностям; які, своєю чергою, поєднуючись зі знаннями, вміннями та навичками складають основу трудового потенціалу особистості. Трудовий потенціал (або робоча сила) людини може бути використаний у виробництві благ.
Унікальність праці як виробничого фактора полягає в тому, що послуги праці неможливо відокремити від працівника. Але через те, що об'єктом купівлі-продажу є лише послуги праці працівника, а не він сам, поряд із ціною праці не менше важать умови праці, які визначаються трудовим і колективним договорами, угодами укладеними на інших рівнях та чинним законодавством.
Обсяг використання праці вимірюється у годинах роботи протягом певного періоду (отже, праця — це потокова величина). Запаси праці в економіці визначаються такими категоріями: працездатне населення; економічно активне населення; трудові ресурси тощо.
Роботодавець — це юридична або фізична особа, яка, виходячи із попиту на свою продукцію (послуги), утворює попит на працю та надає можливість найманим працівникам працювати й отримувати заробітну плату.

## Класична модель ринку праці
Згідно класичної школи економіки, на ринку праці, як й на будь-якому ринку, регулятором попиту і пропозиції виступає ринкова ціна - ціна праці - величина (ставка) заробітної плати. Вона є гнучкою ринковою ціною, тобто швидко реагує на зміну у попиті і пропозиції на ринку. Саме за її допомогою відбувається балансування між попитом і пропозицією праці. Тривале безробіття (невідповідність між попитом і пропозиції на ринку праці) є неможливим, оскільки ринок праці швидко знаходить рівновагу між попитом і пропозицією праці завдяки гнучкості заробітної плати та премій.

## Кейнсіанська модель ринку праці
На відміну від класичної традиції, яка говорить про саморегулювання ринку праці на основі гнучкості цін (англ. price flexibility), кейнсіанський підхід (і, особливо, неокейнсіанський підхід) говорить про жорсткість (ригідність) ринкових цін (англ. price rigidity). Кейнсіанці вважають, що ринки не здатні врівноважуватися у короткостроковому періоді (англ. short run), оскільки ціни не здатні знижуватися до рівноважного рівня при падінні попиту, т.з. ефект храповика (англ. ratchet effect). Жорсткість номінальної заробітної плати (англ. nominal wage rigidity) - ціни на працю на ринку праці, призводить до виникнення безробіття - неврівноваженості попиту і пропозиції на ринку праці.

## Монетаристська модель ринку праці
Монетаристи виходять з жорсткості заробітної плати і її однонаправленого збільшуючого руху (ефект храповика). Монетаристи вводять поняття «природного рівня безробіття» (англ. natural rate of unemployment), який складається з фрикційного і структурного безробіття.

## Інституціоналістська модель ринку праці
Основна увага у інституціоналістській традиції для ринку праці приділяється аналізу професійних і галузевих відмінностией у структурі робочої сили і відповідних рівнів заробітної плати. Інституціоналісти відходять від макроекономічного аналізу і пояснюють динаміку ринку праці особливостями функціонування окремих галузей, професійних і демографічних груп.

## Сегментація ринку праці
Сегменто́ваний хара́ктер ри́нку пра́ці — явище, характерне для сучасної ринкової економіки.
Сегментація ринку праці — це поділ ринку праці на сектори, які своїми рамками обмежують мобільність трудових ресурсів (робочої сили). Найпоширенішими причинами сегментації ринку праці є професійно-кваліфікаційна різноманітність професій, посад, робіт і працівників. 
Згідно з соціологічною концепцією, ринок праці в поліетнічних суспільствах складається із двох секторів або сегментів — первинного й вторинного, які заповнюються робочою силою згідно з її професійно-кваліфікаційним рівнем. При цьому первинний сектор заповнюється висококваліфікованою робочою силою (спеціалісти з вищою освітою, управлінський апарат, представники науки, художня інтелігенція тощо), а вторинний — малокваліфікованою, що відбивається на оплаті. Порівняння цих двох секторів у США, Канаді, Німеччині, інших поліетнічних країнах засвідчує, що у первинному секторові (сегментові) представництво вихідців з домінувальної етнічної групи населення перевищує представництво етнічних меншин чи іммігрантських спільнот, і навпаки, у вторинному секторові сконцентровані вихідці з інших країн.
Сегментований ринок праці є своєрідним регулятором відносин між більшістю та меншістю, він виступає тим засобом соціального контролю у взаємодії двох партнерів, до якого прагнуть конкурентні сторони. Контроль, через володіння владою, перебуває в руках домінантної групи. Загострення конфлікту відбувається тоді, коли етнічні меншини і іммігрантські групи, які в основному перебувають у вторинному секторові, не вважають за можливе миритися з теперішнім становищем і в різних формах (протест, страйк тощо), заявляють про бажання поліпшити його.

## Особливості ринку праці в інформаційну епоху
Під впливом швидких технологічних  змін в економіці ринок праці також швидко змінюється. З'являються професії, які неможливо було передбачити ще два десятиліття тому. Зникає потреба в старих професіях. Суттєво змінюється характер праці і навички, які вимагаються від працівника. Принципово нові вимоги формуються до системи підготовки кадрів. Виникає необхідність реалізації принципу неперервного навчання все життя. Розгорнутий аналіз проблематики ринку праці в нових умовах представлено в звіті Європейської комісії, доступному в Інтернет 

## Ринок праці в Україні
Ринок праці в Україні характеризується надвисокими податками на фонд оплати праці (41,5 %), надмірним регулюванням (застарілий Кодекс законів про працю України), внаслідок чого існує тіньова зайняність (за різними оцінками від 20 % до 50 %). Через несприятливість умов ринку праці в Україні є значною чисельність трудових мігрантів - бл. 1,5 мільойни українців на рік. Також спостерігається еміграція з України до країн з більш сприятливим бізнес-кліматом.
На початку повномасштабного вторгнення кількість пропозицій роботи на ринку праці скоротилася у понад 10 разів, натомість конкуренція серед шукачів на одну вакансію зросла у понад 7 разів. Рекрутери отримували десятки відгуків від кандидатів. Уже на початку 2023 року конкуренція наблизилася до звичайних показників та продовжила зменшуватися.
Унаслідок у 2023 році абсолютна більшість роботодавців зіткнулися із дефіцитом кадрів. Він посилюється нерівномірним відновленням ринку праці як у географічному, так і галузевому вимірі.